# Кришна
Кришна (на деванагари: कृष्ण) според различни индуистки традиции е осмият аватар на бог Вишну. Според повечето авторитетни ведически школи (напр. Гаудия вайшнавизма) той е източникът на всички други инкарнации.

## Името „Кришна“
Думата „кришна“ на санскрит буквално се превежда като „черен“ или „тъмен“ и се отнася до външността на Кришна. Във формата Мурти (статуя), Кришна често е изобразяван с тъмна кожа. Например, Джаганнатха, Кришна като господарят на вселената, почитан в Пури, щата Ориса в Индия, е със значително по-тъмен външен вид от брат си и сестра си, почитани в същия град, които са с много по-светла външност. Името понякога означава синкаво-черен, а не просто черен. Външността на Кришна се описва като имаща цвят на „буреносен облак“.
Дават се и други значения на името Кришна. Гаудия вайшнава традицията обяснява името Кришна, като „всепривличащ“. Основа за този превод за Гаудия вайшнавите е преводът на стиха от Махабхарата, цитиран в Чайтаня Чаритамрита. Други преводи на този стих дават различни значения. Коментаторите на Вишну сахасранама предлагат подобни обяснения. Ади Шанкара обаче дава различно обяснение: Кришна е 57-ото име на Вишну, което също означава „съществувание в знание и блаженство“.
Кришна е известен с много други имена. Виж пълния списък с имената на Кришна.

## Литературни източници
Най-ранният текст, даващ ясно описание на личността на Кришна, е Махабхарата, въпреки че имената му се срещат в най-древните писмени паметници на Индия, такива като Риг Веда и другите Веди. В Махабхарата той е описан като инкарнация на Вишну и е един от най-важните герои в епоса.
Осемнадесетте глави на шестата книга (Бхишма Парва), които съставляват Бхагавад-гита, пресъздават съветите на Кришна към Арджуна (светлия), дадени на бойното поле. Тук Кришна вече е възрастен, въпреки че се загатва за неговите младежки героични постъпки.
Харивамша е приложение, добавено по-късно, което съдържа най-ранното подробно описание на детството и младежките години на Кришна.
На практика всяка една от по-новите Пурани разказва живота на Кришна или дава описание на някои моменти от него.
Махабхарата и Харивамша се приемат от всички индуси за святи, но двете Пурани (Бхагавата Пурана и Вишну Пурана), които съдържат най-обширни описания на живота на Кришна и неговото учение, са най-почитани от теологична гледна точка. Приблизително четвърт от Бхагавата Пурана (основно в десетата ѝ песен) описва живота и философията му.

## Животът на Кришна
Това обобщено представяне се основава на Махабхарата, Харивамша, Бхагавата Пурана и Вишну Пурана. Събитията се развиват в Северна Индия, главно в щатите Утар Прадеш, Бихар, Харяна, Делхи и Гуджарат. Цитатите в началото и в края на това представяне поставят теологическите рамки, в които се разглежда историята.
Долният цитат разглежда причината за инкарнирането на Кришна. Цитатът е от Махабхарата (Ади Парва, раздел Адиваншаватарана):
Асурите... раждащи се в царски фамилии... постоянно губещи сраженията си с Деватите... лишени от тяхната власт и от рая, започнаха да инкарнират на земята. Със своето могъщество те започнали да гнетят... всички живи същества. Ужасявайки и избивайки живите същества, те завладяваха земята със стотици и хиляди. Лишени от истината и добродетели, горди със силата си, опиянени от (виното на) наглостта, те дори обидиха великите Риши... Тогава земята, потисната от този товар и измъчвана от страхове, потърси защитата на Брахма... Той от своя страна нареди на всички богове – идете и се родете на земята... за да я облекчите от товара ѝ... борете се (със Асурите, които вече са се родили там)... Тогава всички богове, заедно с Индра, чувайки тези думи, ги приеха... Всички те... решавайки да слезнат на Земята, отидоха на Вайкунтха при Нараяна (Вишну), убиецът на всички врагове... върховният властелин на всички богове... Към него се обърна Индра, казвайки: „Инкарнирай!“. А Хари (Вишну) каза: „Така да бъде!“
Пураните, такива като Бхагавата Пурана, дават подобни описания, въпреки че понякога има малки различия в детайлите. (Шримад Бхагаватам 10.1.22)

### Раждането на Кришна
Според изчисленията приблизителната година на раждане на Кришна е 3228 г. пр. Христа. Бог Кришна има царски произход, родом е от град Матхура в Индия. Той се ражда като осмия син на Деваки и Васудева. По това време Матхура е столицата на тясно свързаните фамилии на Вришните, Андхака и Бходжа. Най-общо те стават известни като Ядавите, по името на техния прародител Яду. Понякога са наричани и Сурасени, по името на друг известен техен прародител. Васудева и Деваки принадлежали към тези фамилии.
Цар Камса, братът на Деваки, узурпира престола, вкарвайки баща си в затвора. Цар Камса се страхувал от предсказанието, че той ще бъде убит от ръката на осмия син на Деваки. Камса хвърля Васудева и Деваки в затвора, възнамерявайки да убие осмото ѝ дете. Според неговия план той трябвало да убие всичките ѝ деца. Камса убил първите шест деца на Деваки. Тя привидно, преждевременно изгубила и седмото си дете. Тогава се родил Кришна. Тъй като раждането му застрашавало живота на Деваки, Васудева тайно изнася Кришна от затвора и го занася в Гокула, Махавана, където го осиновяват Яшода и Нанда. Двама от братята и сестрите му също оцеляват – Баларама (седмото дете на Деваки, преместен от нейната утроба в тази на Рохини – първата съпруга на Васудева) и Субхадра (дъщеря на Васудева и Деваки, родена много по-късно от Кришна и Баларама).
Мястото, където се намирал затворът, в който се ражда Кришна, е известно като Кришаджанмабхуми. Там поклонниците са издигнали храм в негова чест.

### Детство и юношество
Нанда бил водеща фигура в общността на пастирите и се преместил във Вриндавана. Историите от детството и младежките години на Кришна са свързани със съвместния му живот и защитата, която оказвал на местните жители. Камса научил за бягството и спасяването на детето и изпращал различни демони, с цел да убият Кришна. Те обаче били побеждавани от Кришна и брат му Баларама. Сред най-известните дейности на Кришна са неговите взаимоотношения с гопите в това село, включително и с Радха, които стават известни като Раса Лила.

### Кришна като принц
Като млад, Кришна се завръща в Матхура, сваля чичо си Камса от престола и отново провъзгласява Уграсена, дядото на Камса, за цар на Ядавите. По това време Кришна става известен като приятел на Арджуна и другите принцове от династията Куру – Пандавите, които били негови братовчеди. По-късно той отвежда Ядавите в Дварака (в сегашен Гуджарат). Там той се жени за Рукмини, дъщеря на цар Бхисхмака от Видарбха. Кришна имал общо 16 108 съпруги.

### Войната при Курукшетра
Кришна е братовчед и на двете страни във войната между Пандавите и Кауравите. Той моли двете страни да изберат между него самия и неговата армия. Кауравите избират армията му, а Пандавите избират него самия. Кришна се съгласява да стане колесничар на Арджуна в това голямо сражение. Бхагавад гита предава съветите на Кришна към Арджуна точно преди началото на сражението.

### Животът на Кришна след тези събития
Веднага след войната при Курукшетра Кришна живее в Дварака в продължение на 36 години. Тогава, по време на празненство, започва битка между Ядавите, които взаимно се избиват. Тяхната фамилия била унищожена. По-големият брат на Кришна – Баларама – също напуска този свят с помощта на Йога. Описва се, че Ананта Шеша се появява от устата на Баларама при неговото напускане. Кришна, на свой ред, се оттегля в гората, сяда под едно дърво, потънал в медитация. Намиращ се наблизо ловец допуска грешка и приема тази част от тялото на Кришна, която се вижда за самия Вишну и стреля по него със стрела, ранявайки го смъртоносно.

## ТрадициятаБхакти
Бхакти означава преданост. Терминът не е ограничен до нито едно от божествата на индуизма. Въпреки това Кришна е станал най-популярният и известен обект на предаността в тази традиция.
Според поклонниците на Кришна, концепцията за Лила (в превод „божествено забавление или игра“) е основен принцип във вселената. Тези Лили на Кришна, с техния израз на любовта, която минава отвъд ограниченията, налагани от чувството на страхопочитание, са контрапункт на Лилите на друг Аватар – Вишну.
Бхакти движенията, отдадени на Кришна, стават популярни първо в южна Идния през 7 – 9 век. Най-ранните творби са тези на светците Алвари. Основната колекция от творбите им е Дивя Прабадхам. Произведението Мукундамала на Алвара Кулашекар е друга забележителна творба.

### Разпространение на движениетоБхакти
Това движение се разпространява бързо от юг, а творбата „Гита Говинда“ на Джаядева (живял през 12 век в източна Индия) е едно от най-забележителните произведения на тази традиция.